# Nora socken, Uppland
Nora socken i Uppland ingick i Våla härad med en mindre del före 1898 i Simtuna härad, ingår sedan 1971 i Heby kommun, sedan 2007 i Uppsala län (före 1 januari 2007 i Västmanlands län), och motsvarar från 2016 Nora distrikt.
Socknens areal är 306,47 kvadratkilometer, varav 285,12 land. År 2000 fanns här 2 129 invånare. Tätorten Tärnsjö och sockenkyrkan Nora kyrka ligger i socknen. Kyrkby har troligen varit den numera försvunna byn Berg, omtalad 1312-1331. Under 1700-talet var prästgården intressenter i Bergbolsta.

## Administrativ historik
Nora socken har medeltida ursprung. Äldsta kända omnämnande från 1312. I Nora kyrka finns en dopfunt från sent 1100-tal. Ett fåtal byar har forntida anor, men de flesta verkar tillkomna under tidig medeltid, och bygden har troligen koloniserats då. Byn Ljusbäck (Liusabec) i Nora socken omtalas redan i ett brev från 1185 (DS 96), då påven Lucius III fastslår de donationer som tillfallit ärkebiskopsstolen i Uppsala. Ljusbäck tillhörde då ärkebiskopen, men bortbyttes någon gång 1289-91. Byarna Ingbo, Sörbo och Östa räknades administrativt till Simtuna härad, men kyrkligt till Nora socken. 1897 överfördes området till Nora i alla avseenden.
Vid kommunreformen 1862 övergick socknens ansvar för de kyrkliga frågorna till Nora församling och för de borgerliga frågorna till Nora landskommun som 1971 uppgick i Heby kommun som 2007 överfördes från Västmanlands län till Uppsala län.
1 januari 2016 inrättades distriktet Nora, med samma omfattning som församlingen hade 1999/2000.  
Socknen har tillhört län, fögderier, tingslag och domsagor enligt vad som beskrivs i artikeln Våla härad.  De indelta soldaterna tillhörde Västmanlands regemente, Salbergs kompani och Livregementets grenadjärkår, Östra Västmanlands kompani.

## Geografi
Nora socken ligger söder om Färnebofjärden vid Dalälven kring Enköpingsåsen. Socknen har odlingsbygd öster om åsen och myrrik skogsbygd i väster.
Socknen genomkorsas av riksväg 56 och i väster finns Östa naturreservat.

## Fornlämningar

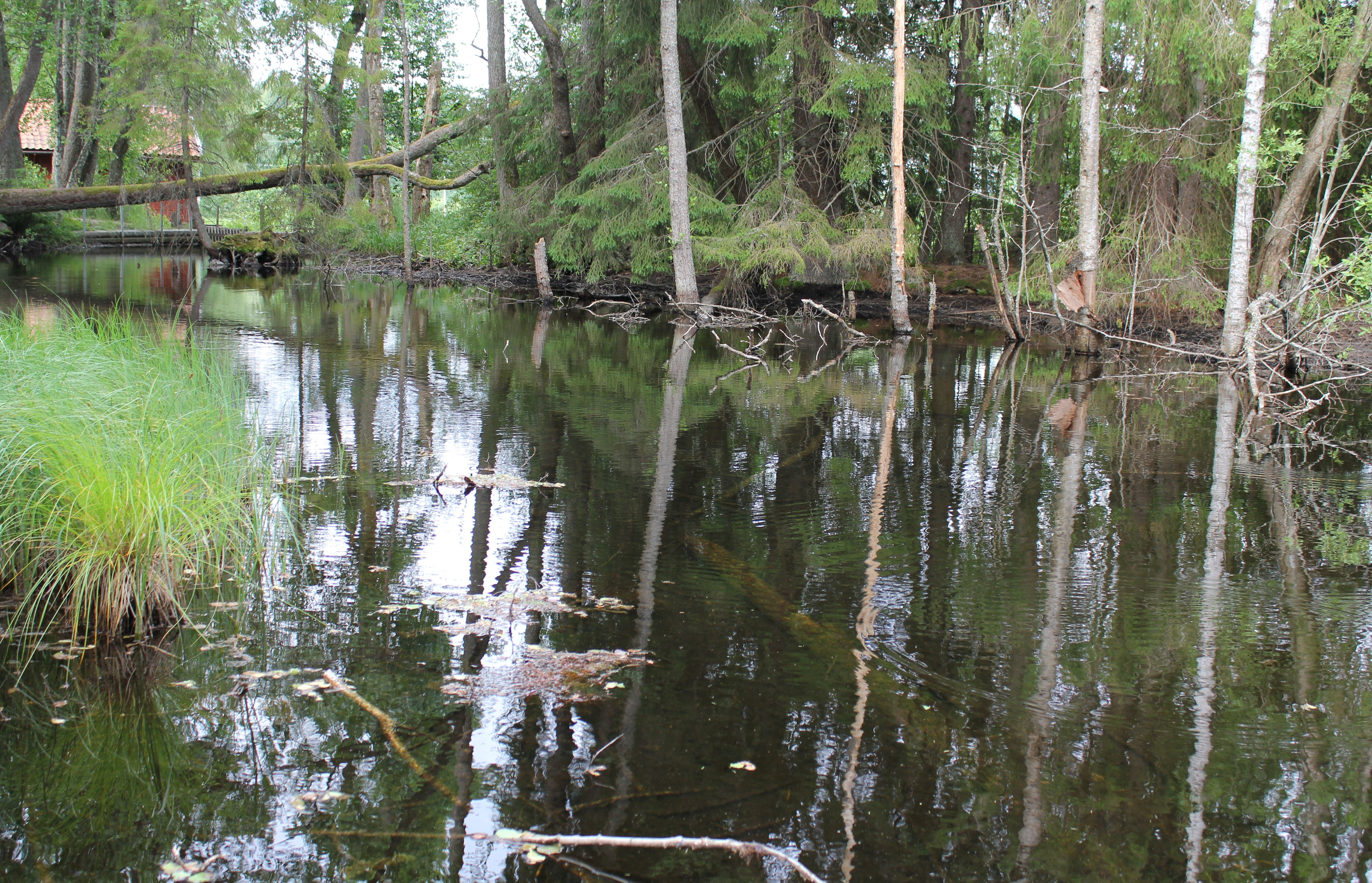
Ingbo källor.

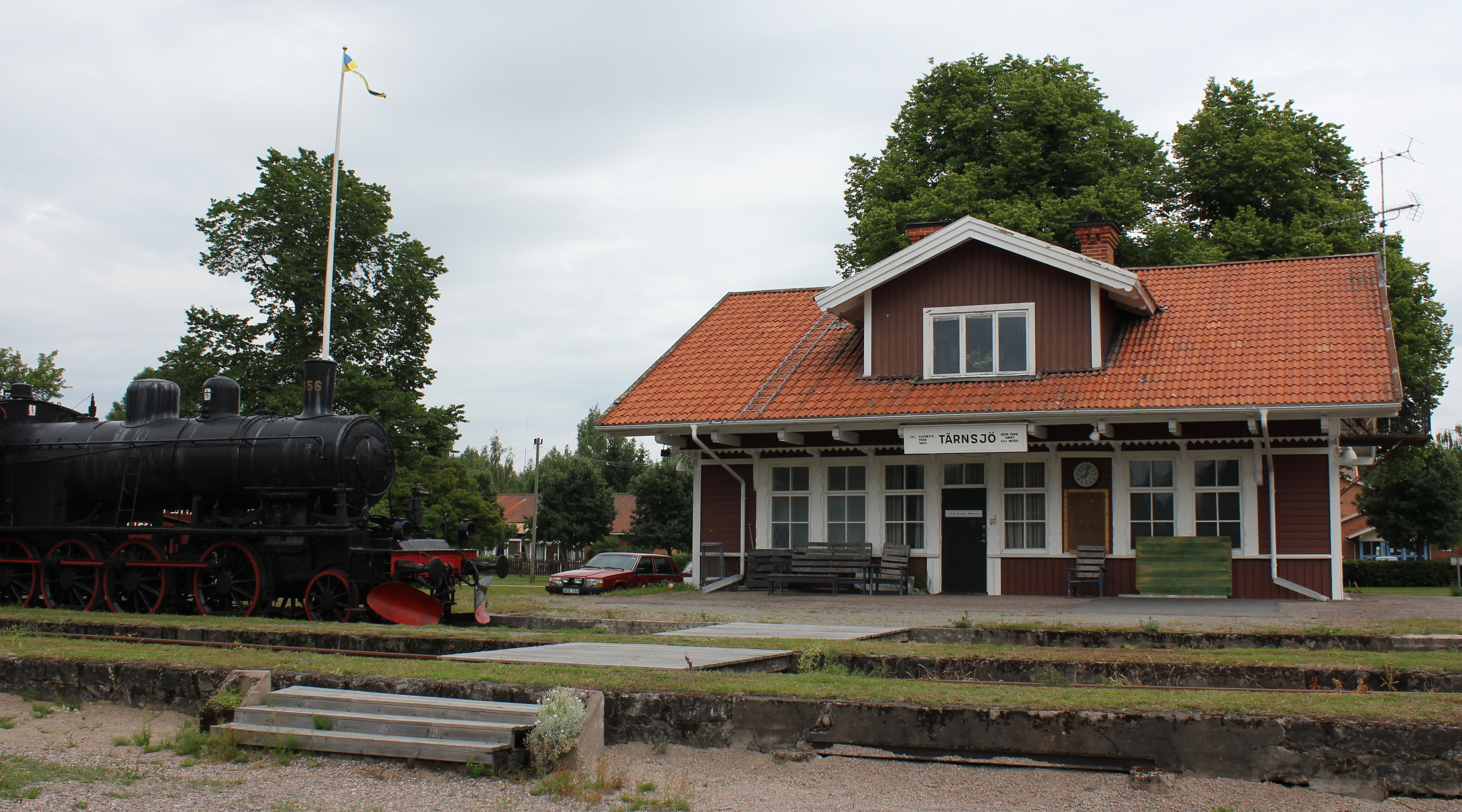
Tärnsjö station.

Boplatser från stenåldern är funna. I samband med arkeologisk undersökning inför vägbygge hösten 2009 påträffades en boplats 110 meter över havet, som förmodligen är en av Upplands allra äldsta. I övrigt består fornlämningarna mest av gravfält från yngre järnålder. På Älgön finns ett gravfält (RAÄ 121 Nora) som närmast är av så kallad "insjögravtyp", och som brukar kopplas till en i Södra Norrland/Norra Svealand under järnålder kvarlevande jägarbefolkning. Ett lösfynd av en glasögonfibula i närheten av byn Östa kan tyda på bebyggelse redan under bronsålder (RAÄ 47), men utan andra fornlämningar är fyndet betydelse osäker.

## Namnet
Namnet (1312 Norum) innehåller nor, 'smalt vattendrag som förenar två öppna vattenpartier' troligen syftande på förgreningen av Dalälven nordväst om kyrkan.